# Радмила Жугић
Радмила Жугић (Лугаре, код Лебана, 11. септембар 1952 – Београд, 14. јануар 2021) била је српски лингвиста.

## Биографија
Основну школу завршила је у селу Лугару, код Лебана, гимназију у Лебану, а српскохрватски језик и књижевност на Филолошком факултету Универзитета у Београду. На истом факултету је магистрирала и докторирала, и запослала се у Институт за српски језик САНУ, у коме је провела радни век до одласка у пензију 2019. године. Научна интересовања др Радмиле Жугић била су везана за истраживање јабланичког говора у јужној Србији, а резултате својих истраживања, на фонетском, морфолошком и синтаксичком нивоу, објављивала је у домаћим и иностраним часописима (претежно у Бугарској, Северној Македонији и Словенији). Бавила се дијалектологијом и ономастиком углавном свога краја у оквиру призренско-тимочкога говора српског језика. На терену је прикупљала грађу за потребе САНУ и Института за српски језик од 1985. до 2008. године. Сређену грађу предавала је Одбору за ономастику и Одбору за дијалектологију САНУ и Институту за српски језик САНУ. Њен допринос Речнику српскохрватског књижевног и народног језика САНУ, на којем је радила као основни обрађивач, представља и њена збирка речи прикупљених на терену говора јабланичког краја, из које је у Речник САНУ ушло немало речи и примера. Уз њену помоћ остварена је сарадња Лесковачкког културног центра и Института за српски језик чији је резултат било одржавање четири дијалектолошка научна скупа у Лесковцу (2006, 2009, 2012. и 2014), на којима је учешће узео велики број младих српских лингвиста. Она је била председник њихових организационих одбора. Са тих скупова уредила је последња три зборника радова. Објавила је преко стотину научних чланака и пет монографских дела.

## Монографије
- Речник говора јабланичког краја, Српски дијалектолошки зборник LII, САНУ и Институт за српски језик САНУ, Београд, 2005,
- Настава српског језика на дијалекатском подручју (са Станом Смиљковић и Славком Стојановић), Учитељски факултет у Врању, Врање, 2009,
- Исказивање генитивних значења у говору јабланичког краја (у светлу призренско-тимочких говора као целине), Београд, Институт за српски језик САНУ, 2010,
- Микротопонимија доњег слива Јабланице (семантичко-творбени аспект), Београд, Институт за српски језик САНУ, 2014,
- Деминутиви у призренско-тимочким дијалектима српског језика (с освртом на бугарски и македонски књижевни језик), Институт за српски језик САНУ, Београд, 2017.